# Орнаментика (музика)
Орнаментика (лат. ornamentum — прикраса) в музиці — мелодичні звороти зі звуків невеликої тривалості, що прикрашають основний мелодичний малюнок, а також посилюють його експресивність, дають виконавцям додаткову можливість продемонструвати свою майстерність. До орнаментики належать: пасажі, тиради, мелізми, фігурації, фіоритури, колоратура, глоси та ін.
В музичній практиці побутують два види орнаментики: позначена в нотах обов'язкова орнаментика (ґрупето, мордент, форшлаг, трель і т.д.) та імпровізаційна орнаментика (колоратура, рулади, трелі і т.д.), яку виконавець обирає на свій розсуд.

## Розшифровка барокової орнаментики
Нижче наводиться таблиця розшифровки орнаментики в бароковій музиці, складена Йоганом Амврозіусом Бахом (батьком композитора Йоганна Себастьяна Баха):